# Peter Odemwingie
Peter Osaze Odemwingie, född den 15 juli 1981 i Tasjkent, dåvarande Uzbekiska SSR, är en nigeriansk före detta fotbollsspelare.
Odemwingie var uttagen till den nigerianska U23-landslagstruppen under OS i Peking 2008. Nigeria lyckades ta sig till final, men fick dock se sig besegrade av Argentina efter 1–0 och mål av Real Madrid-spelaren Ángel Di María.
Inför säsongen 2010/2011 värvades Odemwingie till WBA från ryska Lokomotiv Moskva. Den första säsongen blev lyckad – 15 gjorda mål och nio målpass gav Odemwingie en femteplats i skytteligan samt en delad niondeplats i assistligan. Odemwingie tilldelades även priset som månadens spelare under april.